# Selenaspidus aubrevillei
Selenaspidus aubrevillei är en insektsart som beskrevs av Alfred Serge Balachowsky och Michael D. Ferrero 1965. Selenaspidus aubrevillei ingår i släktet Selenaspidus och familjen pansarsköldlöss.
Artens utbredningsområde är Centralafrikanska republiken. Inga underarter finns listade i Catalogue of Life.